# Michał Smandek

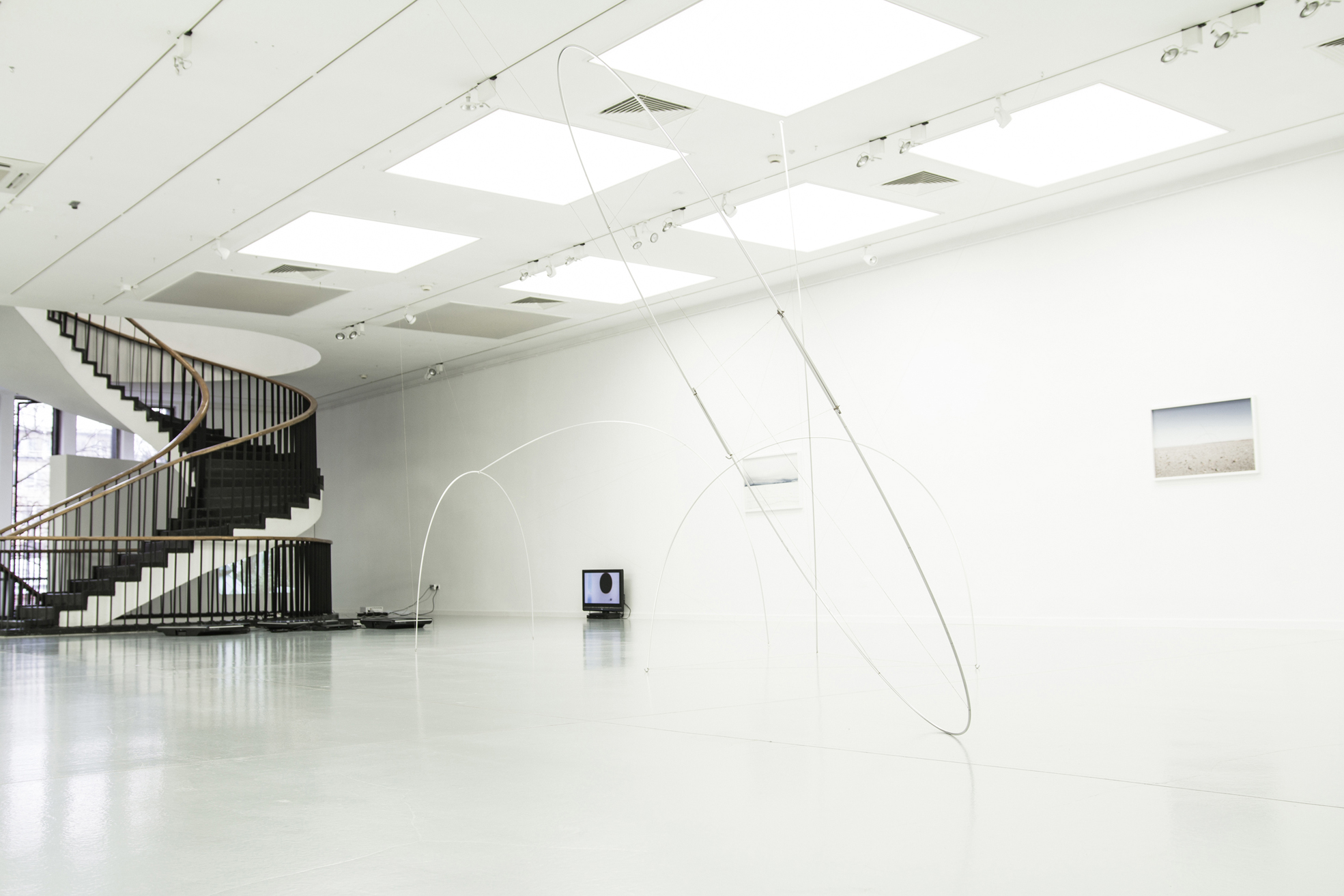
Michał Smandek, Wywoływanie rzeźby, widok wystawy, Galeria Miejska BWA w Bydgoszczy, 2018

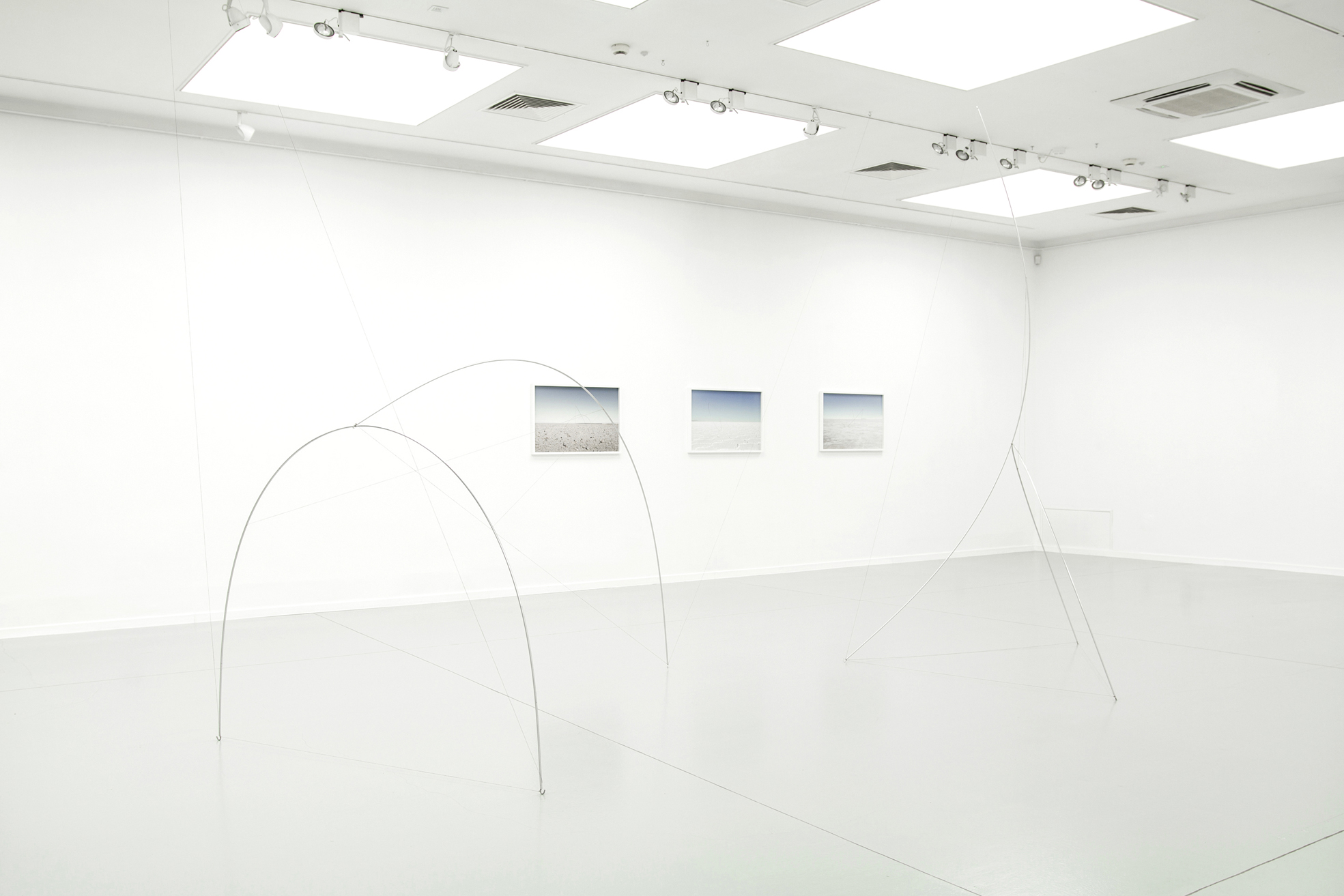
Michał Smandek, Wywoływanie rzeźby, widok wystawy, 2018

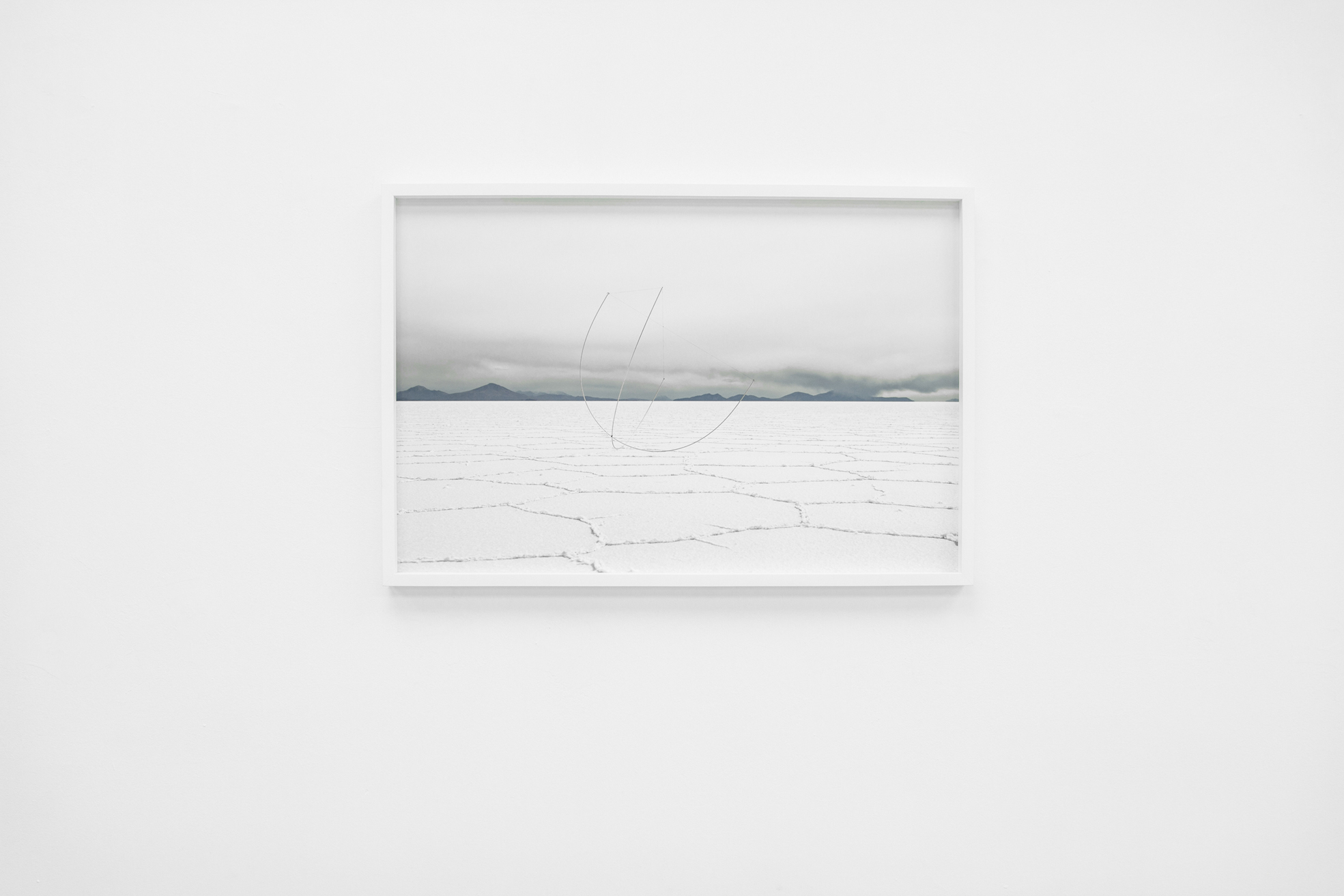
Michał Smandek, Wywoływanie rzeźby, widok wystawy, 2018

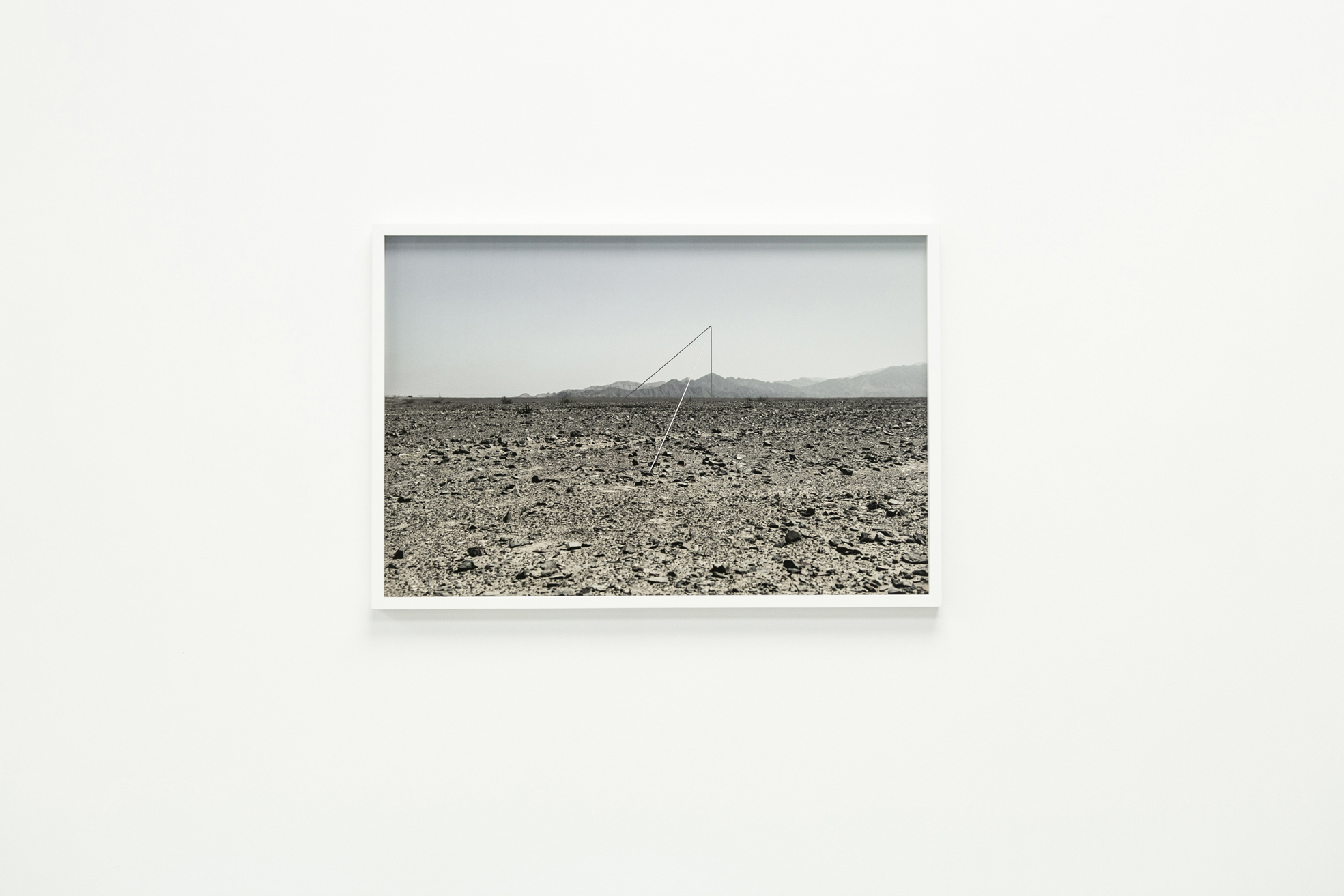
Michał Smandek, Wywoływanie rzeźby, widok wystawy, 2018

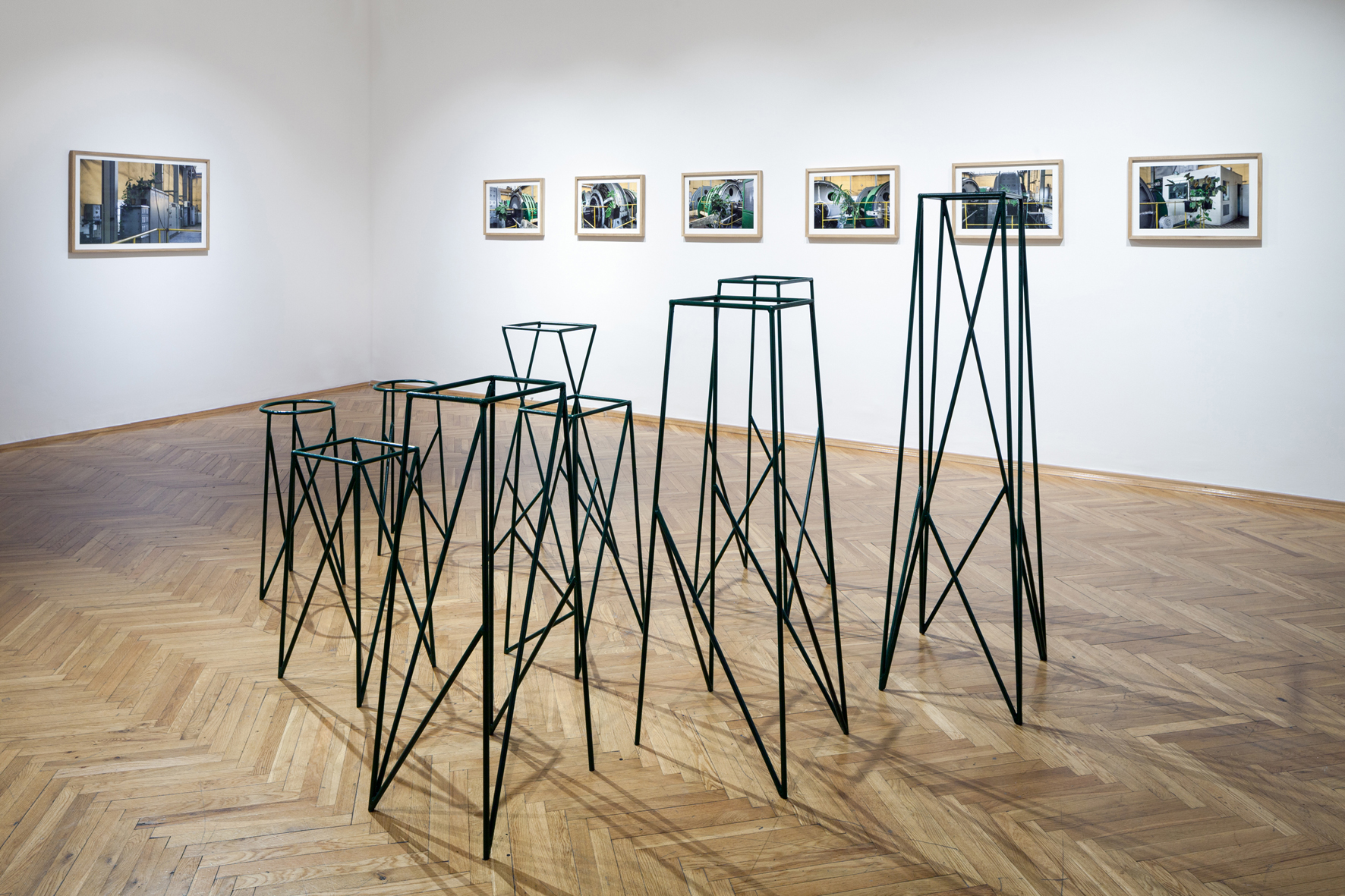
Michał Smandek, Zabiegi pielęgnacyjne. Kopalnia Wujek, Muzeum Śląskie, Katowice, widok wystawy, 2017, fot. Rafał Wyrwich

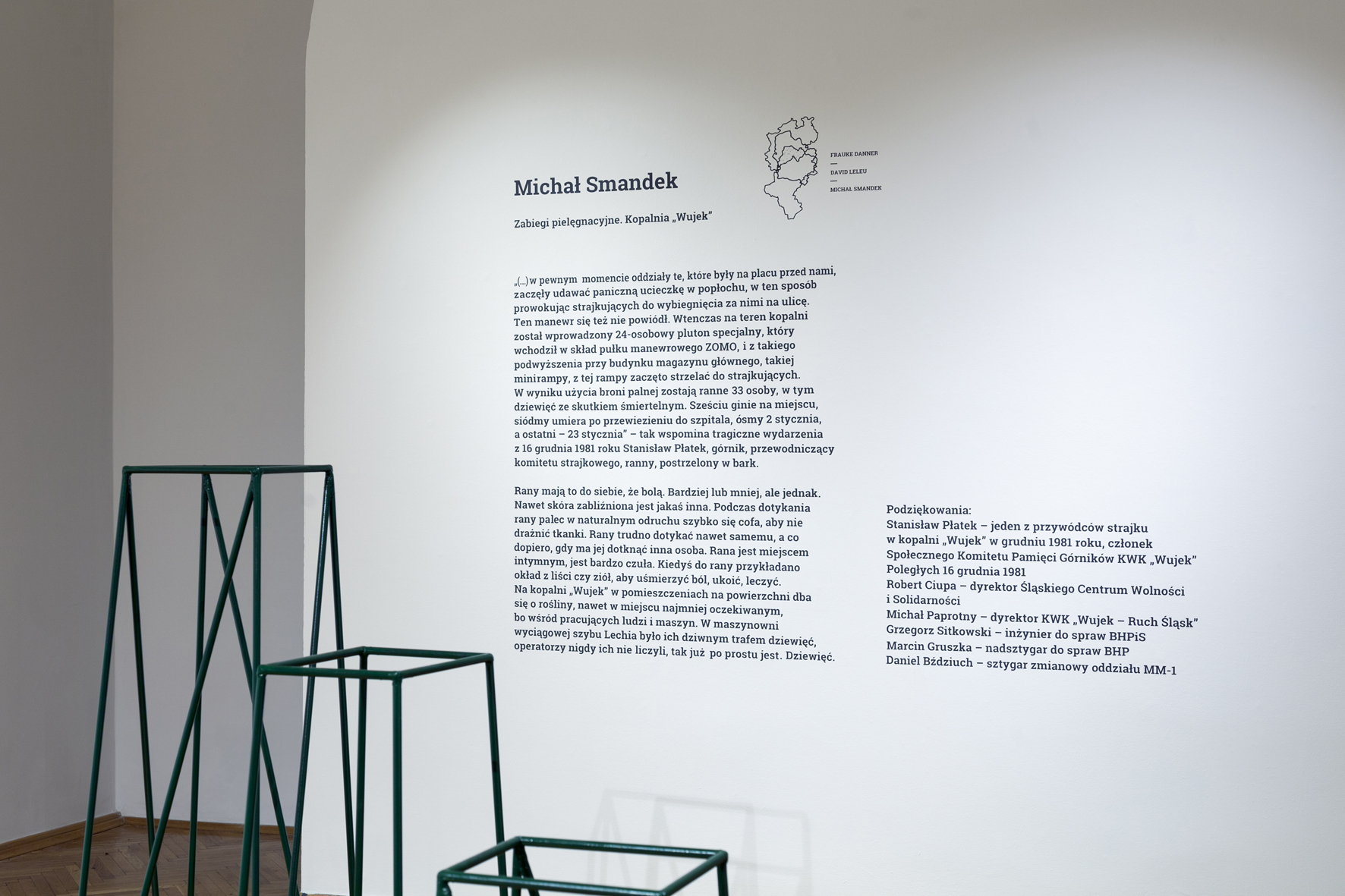
Michał Smandek, Zabiegi pielęgnacyjne. Kopalnia Wujek, widok wystawy, 2017

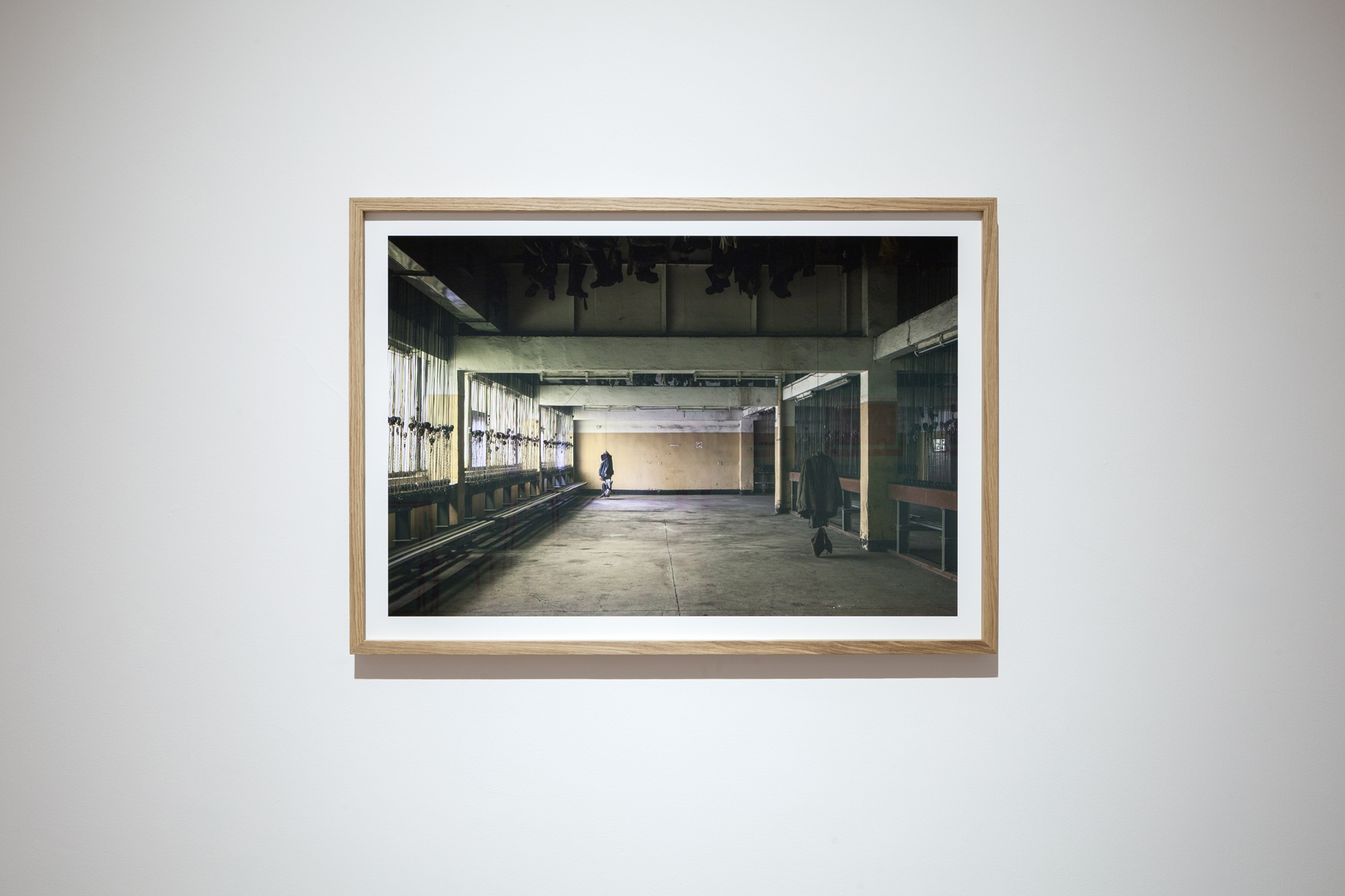
Michał Smandek, Zabiegi pielęgnacyjne. Kopalnia Wujek, widok wystawy, 2017

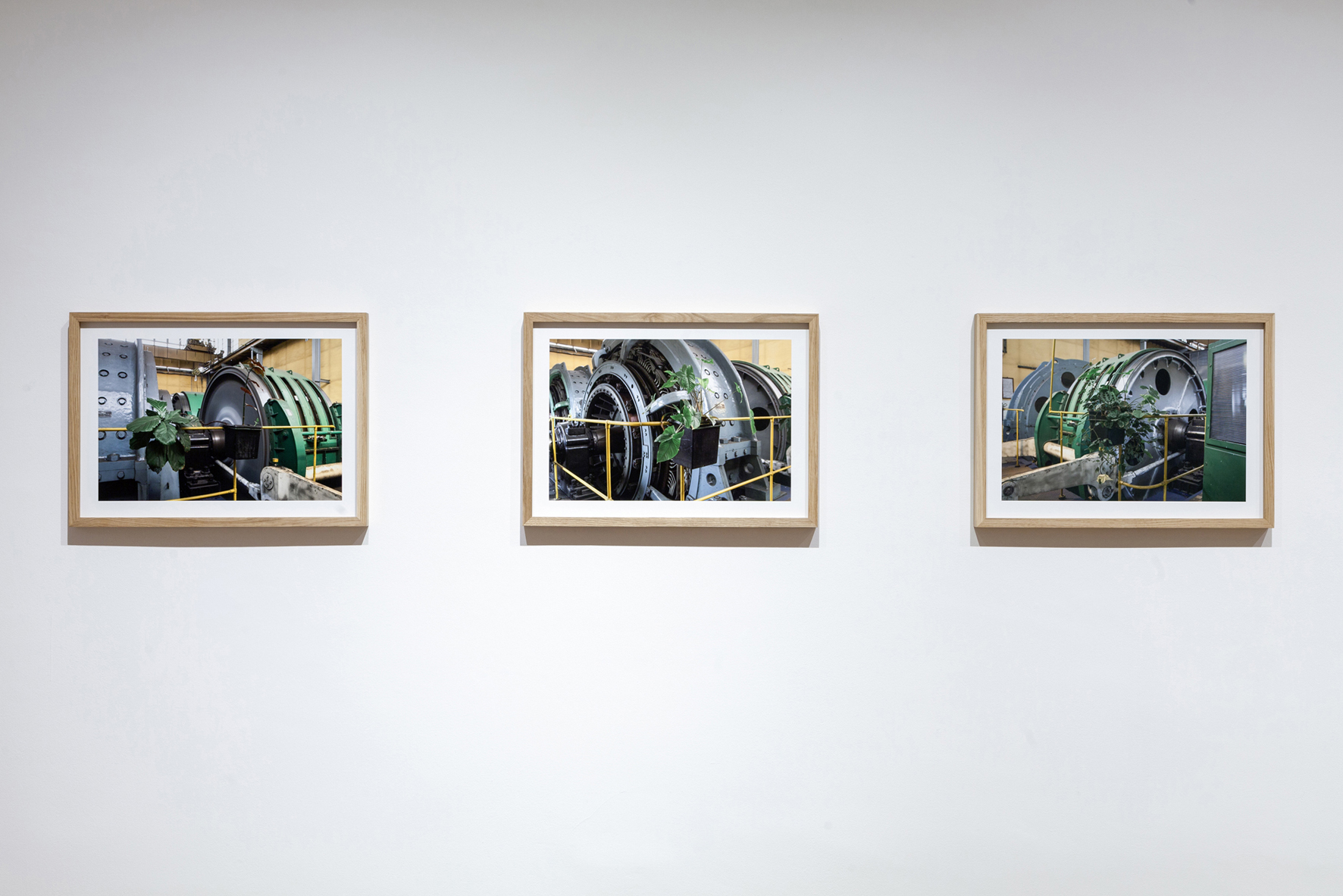
Michał Smandek, Zabiegi pielęgnacyjne. Kopalnia Wujek, widok wystawy, 2017

Michał Smandek (ur. w 1981 w Rudzie Śląskiej) – polski artysta sztuk wizualnych, twórca rzeźb, instalacji, fotografii. Współpracuje z Rodríguez Gallery z Poznania.

## Twórczość
Zajmuje się współzależnością działań człowieka i natury, modyfikacjami przestrzeni. W czasie swych podróży poszukuje miejsc niedostępnych, które stają się tłem dla działań land-artowych. Jego prace mają charakter procesualny i badawczy. Michał Smandek samodzielnie poszukuje nowych definicji sztuki i zakresu jej rozpoznawalności. Podejmuje różne strategie pracy w trakcie przemieszczania się. Zaciera granicę między wykonywaniem a dokumentowaniem zastanych sytuacji jako gotowych dzieł. Jego działania opierają się na wnikliwej obserwacji, przyglądaniu się ledwie zauważalnym procesom, świadomości wyboru i rozumieniu siły czynionego gestu.

## Życiorys
Ukończył Liceum Sztuk Plastycznych w Katowicach. Studiował na Wydziale Artystycznym Uniwersytetu Śląskiego. W 2007 r. obronił z wyróżnieniem dyplom z rzeźby. W 2018 r. uzyskał stopień doktora na Wydziale Rzeźby i Działań Przestrzennych Uniwersytetu Artystycznego w Poznaniu. Pracuje w Katowicach, jako wykładowca rzeźby na Akademii Sztuk Pięknych.

## Wystawy

### Indywidualne[3][8][9]
- 2022 – Koniec jednak nastąpi – (wraz z Angeliką J. Trojnarski ), Instytut Polski w Düsseldorfie (Niemcy)
- 2021 – By eukaryotes – (wraz z Piotrem Bosackim), Rodríguez Gallery, Poznań
- 2019 – Ale nudy – (wraz z Dalilą Gonçalves), Warsaw Gallery Weekend, Rodríguez Gallery, Nowe Miejsce, Warszawa
- 2018 – Widnokrąg – (performans muzyczny wraz z Patrykiem Piłasiewiczem), Centrum Kultury Zamek, Poznań
- 2018 – Rozpoznawanie wzorców – (wystawa doktorska) Rodríguez Gallery, Poznań
- 2018 – Niebezpieczeństwo zbliżania się do granic – Rodríguez Gallery, Poznań
- 2018 – Zabiegi pielęgnacyjne. Kopalnia „Wujek” – Śląskie Centrum Wolności i Solidarności, Katowice
- 2018 – Wywoływanie rzeźby – (wraz z Dorotą Buczkowską), Galeria Miejska BWA, Bydgoszcz
- 2017 – Zabiegi pielęgnacyjne. Kopalnia „Wujek” – Interwencje: przestrzeń/czas/pamięć – Ars Cameralis, Muzeum Śląskie, Katowice
- 2016 – Napamiętanie – Rodríguez Gallery, Poznań
- 2016 – Słońce Ziemi zgasło – Galeria Sztuki Wozownia, Laboratorium Sztuki, Toruń
- 2016 – Rysunki – Galeria Starter, Warszawa
- 2015 – Prognostyk – ShowOff, Skład Długa, Miesiąc Fotografii w Krakowie
- 2014 – The Herd – 3 Międzynarodowe Biennale Land Art Mongolia LAM 360°, Orkhon Valley, Mongolia
- 2014 – Zanikająca umiejętność odpoczynku – BWA Tarnów, Tarnów
- 2013 – Heavy Metal – Galeria Sztuki Wozownia, Laboratorium Sztuki, Toruń
- 2013 – Teleport Process (Nowocześni: turyści) – Galeria Sztuki Współczesnej BWA Sokół, Nowy Sącz
- 2012 – Zmęczenie materiału – Galeria Sztuki Współczesnej BWA, Katowice
- 2011 – Romantyczna udręka – BWA Design / Czarny Neseser, Wrocław
- 2010 – Discovery – Centrum Sztuki Współczesnej Kronika, Bytom

### Wybrane wystawy zbiorowe[3][8][9]
- 2023 – Podróż do wnętrza Ziemi – Galeria Sztuki Współczesnej BWA Wrocław, Wrocław
- 2023 – Nie to niebo – Centrum Kultury Zamek, Poznań
- 2023 – Podziemia. Subterra Incognita – Galeria Sztuki Współczesnej BWA, Katowice
- 2022 – Great Patch – Ufo Art Gallery, Kraków
- 2022 – Wild Culture – Galeria Nueva, Madryt
- 2022 – Z peryferii – Bałtycka Galeria Sztuki Współczesnej, Słupsk, Ustka
- 2021 – Wszechświaty równoległe – XXX Festiwal Ars Cameralis, Rondo Sztuki, Katowice
- 2021 – Cool Down #2 – The Pipe Factory, COP26, Glasgow (Szkocja)
- 2021 – Zmiana struktur. Przyszłość już się zaczęła – o życiu w pejzażu przemysłowym – Brandenburgisches Landesmuseum für moderne Kunst, Cottbus (Niemcy)
- 2021 – 20 lat czyli 5 m. b. – Galeria Sztuki Współczesnej BWA, Katowice
- 2020 – Życie ludzi – Centrum Sztuki Współczesnej Kronika, Bytom
- 2020 – Persistence – upór, wytrwałość, samozaparcie – Warsaw Gallery Weekend 2020, Rodríguez Gallery, Warszawa
- 2020 – Visual Catalyst – Backlight Photo Festival 2020, Tampere (Finlandia)
- 2020 – Piękne czasy – Międzynarodowe Sympozjum Rzeźby, Wrocław
- 2020 – Komorebi – Galeria Sztuki Współczesnej BWA, Katowice
- 2020 – Proste gesty – Galeria Sztuki Współczesnej BWA, Katowice
- 2020 – Przestrzenie międzyprzestrzeni (Hommage à Otto Freundlich) – ASP Katowice
- 2019 – Przestrzenie międzyprzestrzeni (Hommage à Otto Freundlich) – Bałtycka Galeria Sztuki Współczesnej, Słupsk, Ustka
- 2019 – ARCO Lisboa – Lizbona
- 2019 – Cień wolności – Galeria Miejska BWA, Bydgoszcz
- 2019 – Czasoprzestrzeń – (wraz z Olgą Smandek) Warsztaty rzeźbiarskie inspirowane Kompozycjami Przestrzennymi Katarzyny Kobro, wioska Komdhara, Bangla Biennale, Bengal Zachodni (Indie)
- 2018 – Cool Down – Szczyt Klimatyczny ONZ – COP24, ASP Katowice
- 2018 – Estampa 2018 – Madryt
- 2018 – Cień wolności – Festiwal Ars Cameralis, Galeria Sztuki Współczesnej BWA, Katowice
- 2018 – Serce wyspy – BWA Olsztyn, Olsztyn
- 2018 – Było, jest i będzie – Międzynarodowe Sympozjum Rzeźby, Pałac w Morawie, Morawa
- 2017 – Linia i chaos – kompozycje przestrzenne świata – Galeria Sztuki Współczesnej BWA, Katowice
- 2017 – D / I / S / R / U / P / T (part 2) – Warsaw Gallery Weekend, Nowe Miejsce, Rodríguez Gallery, Warszawa
- 2017 – Mirror + Light + Shadow – I Międzynarodowe Sympozjum Land Artu, Bengal Zachodni, Indie
- 2017 – Jego białe pióra, oświecone słońcem, błyszczały jak samo słońce – Henryk Gallery, Kraków
- 2017 – Czas przyszły niedokonany – Rondo Sztuki, Katowice
- 2016 – Sekretne znaczenia – Maison 44 Gallery, Bazylea
- 2015 – Mocne stąpanie po ziemi – Galeria Sztuki Współczesnej BWA, Katowice
- 2014 – LAM 360° – 3 Międzynarodowe Biennale Land Art Mongolia, Union of Mongolian Artists, National Art Gallery, Ułan Bator
- 2014 – Pokój instruktorów – ArtBoom Festival, Kraków
- 2014 – Zimne, ciepłe i nieludzkie – Galeria Sztuki Współczesnej BWA Sokół, Nowy Sącz
- 2013 – Positive/Negative – XVII Art Moscow, Central House of Artists, Moskwa
- 2013 – Survival 11 – Przegląd Sztuki – Wrocław
- 2013 – Mleczne zęby – Galeria Sztuki Współczesnej BWA, Katowice
- 2012 – Poznanie przyrody nie jest przyrodą – Park im. Henryka Jordana, Kraków
- 2012 – Apoptoza – BWA Studio, Wrocław
- 2011 – Strach przed ciemnością – Centrum Kultury CKK, Katowice
- 2011 – Preview Berlin – port lotniczy Berlin-Tempelhof, Hangar 2, Berlin
- 2011 – Hommage to Kantor – Galeria Program, Warszawa
- 2010 – Preview Berlin – port lotniczy Berlin-Tempelhof, Hangar 2, Berlin
- 2010 – Survival 8 – Przegląd Sztuki, Schron Strzegomski, Wrocław
- 2010 – Viennafair – Messe Wien, Wiedeń
- 2009 – Alfabet polski_1 – BWA Tarnów, Tarnów
- 2009 – Survival 7 – Przegląd Sztuki w Ekstremalnych Warunkach, Pawilon Czterech Kopuł, Wrocław
- 2009 – Przypadkowe przyjemności – Galeria Sztuki Współczesnej BWA, Katowice

## Publikacje[3][9]
- 2020 – Piękne czasy – katalog, Międzynarodowe Sympozjum Sztuki Było, Jest i Będzie, ASP Wrocław
- 2020 – Visual Catalysts – Backlight Photo Festival, Tampere, Finlandia
- 2020 – Przestrzenie międzyprzestrzeni – ASP Katowice, Bałtycka Galeria Sztuki Współczesnej, Słupsk
- 2019 – Być obecnym w przestrzeni – Magazyn Kukbuk podróże i dizajn (wydanie specjalne 1/2019), Anna Lorens, Warszawa
- 2018 – Było, jest i będzie vol.2 – Międzynarodowe Sympozjum Sztuki, Akademia Sztuk Pięknych im. Eugeniusza Gepperta, Wrocław
- 2018 – Niebezpieczeństwo zbliżania się do granic – Notes na 6 tygodni
- 2018 – Napięcia i inne emocje – Aktivist 208/2018, Valkea Media, Warszawa
- 2018 – Wywoływanie rzeźby – Magazyn Szum 21/2018, Fundacja Kultura Miejsca, Warszawa
- 2018 – Wywoływanie rzeźby – publikacja towarzysząca wystawie, Galeria Miejska BWA, Bydgoszcz
- 2017 – Sekretne Znaczenia, Znaczone Sekrety – UAP Poznań
- 2016 – Midnight Show IV w 9 odcinkach (odcinek 3) – BWA Wrocław – Galerie Sztuki Współczesnej, Wrocław
- 2016 – Odwet na naturze – wywiad z Aleksandrem Hudzikiem, NN6T
- 2015 – Mocne stąpanie po ziemi - publikacja towarzysząca wystawie, Galeria Sztuki Współczesnej BWA, Katowice
- 2015 – Lubię, gdy materia pracuje – Dzikusy. Nowa Sztuka ze Śląska, Marta Lisok, Akademia Sztuk Pięknych w Katowicach
- 2015 – Północ Południe – katalog wystawy, Akademia Sztuk Pięknych w Katowicach
- 2014 – Stała współpraca z naturą – wywiad z Magdaleną Ujmą, katalog Grolsch ArtBoom Festival, Krakowskie Biuro Festiwalowe, Kraków
- 2014 – The Herd – katalog Międzynarodowego Biennale Land Art Mongolia LAM 360°, UMA – Union of Mongolian Artists, Ułan Bator
- 2014 – Nothing More, Nothing Less – katalog Survival 11, Fundacja Sztuki Współczesnej Art Transparent, Wrocław
- 2013 – Heavy Metal – rec. Maria Niemyjska, katalog Nie[po]rozumienie, Galeria Sztuki Wozownia/Laboratorium Sztuki, Toruń
- 2013 – Traper i myśliwy – rec. Marta Lisok, katalog Mleczne zęby, Galeria Sztuki Współczesnej BWA, Katowice
- 2012 – Kowboj, czyli pasterz – rec. Łukasz Białkowski, katalog Drobnostki, Galeria Sztuki Współczesnej BWA, Katowice
- 2012 – Romantyczna udręka – katalog Czarny Neseser, Galerie Sztuki BWA Wrocław, Wrocław
- 2012 – Biały język oznaką odwodnienia – Punkt 8, Galeria Sztuki Współczesnej Arsenał, Poznań
- 2011 – Warunki brzegowe – rec. Marta Lisok, Fragile, numer 2, Kraków
- 2010 – Black Escape – katalog Survival 8 Przegląd Sztuki, Fundacja Sztuki Współczesnej Art Transparent, Wrocław
- 2009 – W kurzu i w pyle – o grupie Ośmiornica – rec. Marta Lisok, katalog Alfabet polski_1, BWA Tarnów, Tarnów
- 2009 – Rekonstrukcje – katalog Survival 7 Sztuka w ekstremalnych warunkach, Fundacja Sztuki Współczesnej Art Transparent, Wrocław
- 2009 – Wewnątrz Spirali Smithsona nie ma fal – wywiad z Martą Lisok, katalog Przypadkowe przyjemności, Galeria Sztuki Współczesnej BWA, Katowice

## Konkursy[3][7][10][11][12]
- 2018 – Stypendium Marszałka Województwa Śląskiego w dziedzinie kultury na realizację projektu Rękodzieło
- 2015 – Stypendium z budżetu Ministra Kultury i Dziedzictwa Narodowego
- 2015 – Stypendium Marszałka Województwa Śląskiego w dziedzinie kultury na realizację projektu Manual Rest
- 2015 – Laureat sekcji ShowOff Miesiąca Fotografii w Krakowie
- 2014 – Konkurs na realizację projektu The Herd w ramach Międzynarodowego Biennale Land Artu w Mongolii LAM 360°
- 2010 – Konkurs na realizację projektu podczas festiwalu Survival 8 Przegląd Sztuki, Schron Strzegomski, Wrocław
- 2009 – Konkurs na realizację projektu podczas festiwalu Survival 7 Przegląd Sztuki w Ekstremalnych Warunkach, Pawilon Czterech Kopuł, Wrocław